# Alfred Zefi
Alfred Zefi (ur. 20 sierpnia 1991 w Lezhy) – albański piłkarz, grający na pozycji defensywnego pomocnika. W sezonie 2021/2022 zawodnik KF Tomori.

## Kariera klubowa

### KF Laçi (2010–2016)
Zaczynał karierę w KF Laçi, do pierwszego zespołu przedostał się w 2010 roku. Zadebiutował tam 21 sierpnia w meczu przeciwko KF Teuta, zremisowanym 0:0, grając 21 minut. Pierwszego gola strzelił 19 listopada 2011 roku w meczu przeciwko KS Kamza, wygranym 1:0. Do siatki trafił w 37. minucie. W sezonie 2014/15 zdobył z tym klubie puchar Albanii. Łącznie zagrał 110 meczów i strzelił 4 gole.

### KS Korabi (2016–2017)
21 lipca 2016 roku trafił do KS Korabi. W tym klubie zadebiutował 7 września w meczu przeciwko KF Laçi, zremisowanym 0:0, grając 13 minut. Pierwszą asystę zaliczył 2 października w meczu przeciwko KF Teuta, wygranym 2:3. Asystował przy golu w 72. minucie. Łącznie zagrał 29 meczów i raz asystował.

### KS Kamza (2017–2018)
1 sierpnia 2017 roku trafił do KS Kamza. W tym klubie zadebiutował 9 września w meczu przeciwko FK Kukësi, przegranym 1:0, grając 64 minuty. Pierwszą asystę zaliczył 29 kwietnia w meczu przeciwko KF Teuta, zremisowanym 3:3. Asystował przy golu w 89. minucie. Łącznie zagrał 17 meczów i raz miał asystę.

### Dalsza kariera (2018–)
14 sierpnia 2018 roku został zawodnikiem Bylis Ballsh.
16 sierpnia 2019 roku trafił do KS Besa Kavajë.
19 sierpnia 2020 roku został zawodnikiem KS Burreli.
3 września 2021 roku trafił za darmo do KF Tomori.